# For Blood
"For Blood" é o oitavo episódio da décima primeira temporada da série de televisão de terror pós-apocalíptico The Walking Dead. O episódio foi escrito por Erik Mountain e dirigido por Sharat Raju.
No episódio, Maggie (Lauren Cohan), Negan (Jeffrey Dean Morgan) e Gabriel (Seth Gilliam) lideram uma horda até Meridian e se esgueiram entre a confusão, enquanto os Ceifadores, liderados por Pope (Ritchie Coster) e acompanhados por Daryl (Norman Reedus) e Leah (Lynn Collins), tentam afastá-los. Em Alexandria, os sobreviventes tentam esperar uma tempestade violenta passar quando parte da parede cai, permitindo que os zumbis entrem na comunidade.
O episódio recebeu críticas positivas da crítica.

## Enredo
Maggie (Lauren Cohan), Negan (Jeffrey Dean Morgan) e Gabriel (Seth Gilliam) lideram uma horda de zumbis para Meridian, disfarçados entre eles em máscaras. Quando a horda chega, os vigias de Meridian ficam confusos com o comportamento da horda, nunca tendo visto zumbis agirem daquela forma antes. Pope (Ritchie Coster) pergunta a Daryl (Norman Reedus) se ele já viu um grupo de zumbis se comportar dessa maneira, e Daryl diz que sim, e sugere levá-los embora. Enquanto Daryl está ansioso para fazer isso sozinho, Pope incumbe Paul de atrair os zumbis para longe. Paul começa a conduzir o rebanho para longe de Meridian, mas é emboscado em vários lados pelos mesmos e é esfaqueado por Maggie, que ainda está escondida entre eles. Paul cai no chão e é comido, e Negan rouba seu rádio para que eles possam manter o controle da comunicação dos Ceifadores.
Quando os Ceifadores param de ouvir de Paul pelo rádio, eles presumem que ele está morto, o que Pope revelou que ele imaginou que aconteceria. Leah (Lynn Collins), chateada com o quão dispensáveis eles parecem ser para seu líder, o confronta sobre isso, mas Pope insiste que às vezes são necessários sacrifícios para proteger o resto da família. Negan e Elijah (Okea Eme-Akwari) conduzem a horda de volta às paredes de Meridian, o que ativa minas terrestres e explosivos que os Ceifadores instalaram ao redor do perímetro. Enquanto as bombas explodem, apesar de Elijah e Gabriel sofrerem ferimentos leves, eles seguem em frente. Maggie e Gabriel tentam entrar em Meridian. Quando eles se aproximam, Daryl mata um dos vigias na parede para protegê-los e os direciona para onde eles possam entrar. Uma vez dentro, Maggie e Gabriel se separam, com Gabriel subindo ao último andar de um prédio para defender Maggie com seu rifle e Maggie no chão para encontrar os suprimentos que procuram. Maggie é vista por Deaver enquanto faz uma ligação direta em uma caminhonete, mas Gabriel atira nele antes que ele possa matá-la. Maggie bate a caminhonete no portão da frente de Meridian, saindo e rolando antes de bater, permitindo que a horda entre nas paredes.
Daryl encontra Leah e Ancheta em um telhado com vista para a comunidade. Daryl, sentindo o desconforto de Leah com as decisões recentes de Pope, a convida a abandonar os Ceifadores e fugir juntos. Quando ela se recusa, Daryl confessa a Leah que ele está com o grupo de Maggie, e que eles estavam se escondendo entre os mortos para conduzir a horda a Meridian. Apesar de se sentir traída, Leah guarda seu segredo de Pope quando ele chega no telhado. Pope revela uma arma projetada para disparar centenas de fogos de artifício de uma só vez, que podem matar tudo no solo abaixo. Quando a caminhonete permite que os zumbis entrem nas paredes, os Ceifadores no chão lutam para afastá-los. Pope ordena que a arma seja disparada e Ancheta acende o pavio. Leah aponta que isso também matará os Ceifadores que estão no solo, mas Pope é inabalável. Em um ponto de ruptura, Daryl e Leah sacam suas facas e apunhalam Pope até a morte, matando Ancheta antes que a arma possa disparar, cortando o fusível no processo.
Embora abalada, Leah está decidida a que Pope teve que morrer por não cuidar mais de sua família. No entanto, ela recusa o convite de Daryl para se juntar a ele e avisa seus companheiros que ele matou Pope, não querendo deixar sua família. Daryl foge e se junta a Maggie e Negan na luta contra os Ceifadores e zumbis na batalha nos portões, apenas para os Ceifadores recuarem. Leah, tendo assumido o comando, então ordena que os hwacha sejam disparados contra o grupo e sua horda.
Em Alexandria, os sobreviventes se abrigam em uma das casas durante uma violenta tempestade. Enquanto fecha as janelas para manter os zumbis e a chuva longe, parte da parede externa de Alexandria cai e Aaron (Ross Marquand) pede voluntários para consertá-la. Connie (Lauren Ridloff) e Kelly (Angel Theory) optam por ajudar Aaron a reconstruir a parede, enquanto Rosita (Christian Serratos) fica para trás para cuidar das crianças na casa. Enquanto pratica com sua arma perto da janela, Gracie faz muito barulho e atrai zumbis para a casa. Rosita corre para fora e mata vários deles para ganhar tempo, mas alguns zumbiz começam a quebrar a porta. Rosita lidera um retiro para o segundo andar da casa de onde eles vão pegar os zumbis, no entanto, Judith descobre Gracie escondida no porão que agora está inundando. Eles tentam se juntar aos outros apenas para serem forçados a voltar para o porão inundado pelos zumbis que agora entraram na casa.

## Recepção

### Crítica
For Blood recebeu críticas positivas. No Rotten Tomatoes, o episódio teve uma taxa de aprovação de 82%, com uma pontuação média de 7.40 de 10, com base em 11 avaliações. O consenso crítico do site diz: "Um clímax inicial para a temporada final de The Walking Dead, 'For Blood' encena um confronto empolgante contra a ameaça dos Ceifadores - com algumas surpresas horríveis adicionadas à mistura."
Ron Hogan para Den of Geek deu ao episódio 3.5 de 5 estrelas, escrevendo que: "Os sobreviventes presos em Alexandria repetem os sobreviventes presos originais na Noite dos Mortos-Vivos." Hogan elogiou a direção de Raju.

### Audiência
O episódio teve um total de 1.91 milhões de espectadores em sua exibição original na AMC na faixa de 18-49 anos de idade. Apresenta aumento de 0.02 pontos de audiência em relação ao episódio anterior.